# 健國会
健國会（けんこくかい）は、兵庫県神戸市須磨区に本部を置く暴力団で、指定暴力団・神戸山口組の二次団体。上部団体は神戸山口組。

## 略歴
- 四代目山健組系健國会若頭袖岡勝二は、健國会の解散に伴い、須磨連合を結成し、須磨連合代表に就任後、四代目山健組に昇格した。
- 2015年12月、須磨連合から健國会に改称し[注 1]、四代目山健組舎弟頭補佐山本一廣は、健國会総裁に就任した。

## 歴代会長

### 初代・山本國春
（四代目山健組若頭／三代目山健組渉外委員／二代目山健組若中）
1989年（平成元年）に三代目山健組が発足した際に山健組内に兼國会を設立した。

2005年（平成17年）には組織名を健國会に改め、2014年（平成26年）に引退した。

### 総裁・山本一廣
（四代目山健組舎弟頭補佐／三代目山健組若頭補佐／二代目健竜会副会長）
2015年（平成27年）に就任。
2000年（平成12年）に山健組を破門され引退していたものの、山口組分裂に関連して復帰し、健國会の総裁に就任した。

### 代表・袖岡勝二
（四代目山健組若中／四代目山健組系健國会若頭）
山本國春が2014年（平成26年）に引退した後、健國会若頭だった袖岡は地盤を引き継ぎ須磨連合を設立し、代表に就任する。2015年（平成27年）に組織名を健國会に改称した。

### 二代目・西野雅之
（山健組本部長／五代目山健組若頭補佐）
2017年（平成29年）に健國会の二代目を継承する。山本一廣と袖岡の役職はそれぞれ「総裁」と「代表」であり、2015年の再興以降会長は不在であった為、代目は二代目となった。

## 構成
- 総裁 - 山本一廣
- 代表 - 袖岡勝二
- 副代表 - 西野雅之（國將会会長）
- 若頭 - 長田直樹（二代目東侠連合会長）
- 舎弟頭 - 山部亮二（二代目羽布津組組長）
- 本部長 - 吉川正雄（國誠連合会会長）
- 本部長補佐 - 井上晃一
- 本部長補佐 - 宮原清孝
- 舎弟頭補佐 - 佐々木悟（國道会会長）
- 舎弟頭補佐 - 立花勝二（國心会会長）
- 若頭補佐 - 郷田孝行（郷田組組長）
- 事務所長 - 山神智也（山神総業組長）
- 最高顧問 - 陶山悦治（國守会会長)
- 顧問 - 平林芳典（平林会会長）
- 顧問 - 田中和帆（雄道会会長）
- 顧問 - 石田尚行（石田総業会長）
- 特別相談役 - 竹谷繁輝（竹谷組組長）
- 相談役 - 高岡祐幸
- 相談役 - 牧野利紀
- 相談役 - 徳永美智男
- 相談役 - 松田　徹
- 舎弟 - 杉本　仁
- 幹部 - 小椋慶一（二代目賢仁組組長）
- 若中 - 久保龍之助
- 若中 - 上野真一
- 若中 - 宮本保之
- 若中 - 長尾直樹
- 若中 - 松浦光明
- 若中 - 羽田野剛
- 若中 - 加嶋宗弓
- 若中 - 光岡芳仁
- 若中 - 小谷英弘
- 若中 - 本田健二
- 若中 - 鶴見敬次
- 若中 - 石黒武志
- 若中 - 東　武史
- 若中 - 山部　真
- 若中 - 大塚真人
- 若中 - 中村健一
- 若中 - 荏原正吾